# Kaj Sierhuis
Kaj Sierhuis, né le 27 avril 1998 à Athènes en Grèce, est un footballeur néerlandais qui évolue au poste d'avant-centre au Fortuna Sittard.

## Biographie

### Ajax Amsterdam
Kaj Sierhuis passe une grande partie de sa formation de footballeur à l'Ajax Amsterdam. Il fait ses premiers pas en professionnel le 25 juillet 2018, à l'occasion d'un match de qualification pour la Ligue des champions face au SK Sturm Graz. Sierhuis entre en jeu à la place de Klaas-Jan Huntelaar, lors de cette rencontre remportée par les Lanciers (2-0). Il fait ses débuts en Eredivisie le 11 août 2018 contre le club d'Heracles Almelo. Titularisé à la pointe de l'attaque de l'Ajax, le match se termine par un résultat nul (1-1).

### Groningue
Le 1er janvier 2019, Kaj Sierhuis rejoint en prêt le FC Groningue pour une durée d'un an et demi. Il joue son premier match sous ses nouvelles couleurs le 19 janvier de la même année, lors d'une victoire de son équipe face au club d'Heracles Almelo (3-0). Il inscrit son premier but le 2 février suivant, en championnat, participant à la victoire de Groningue contre le Willem II (1-2).

### Stade de Reims
Le 31 janvier 2020, l'attaquant néerlandais signe un contrat de quatre ans et demi avec le Stade de Reims.

### Heracles Almelo
Le 31 août 2021, Kaj Sierhuis est prêté pour une saison à l'Heracles Almelo,.

### Fortuna Sittard
Le 2 août 2023, Kaj Sierhuis rejoint le Fortuna Sittard. Il signe un contrat de trois ans, soit jusqu'en juin 2026.

### En sélection nationale
Avec les moins de 19 ans, il est l'auteur d'un triplé lors d'un match contre l'équipe de Saint-Marin en octobre 2016. Ce match gagné sur le score de 4-0 rentre dans le cadre des éliminatoires de l'Euro des moins de 19 ans 2017.
Le 16 novembre 2018, Kaj Sierhuis reçoit sa première sélection avec les Pays-Bas espoirs, contre l'Allemagne, lors d'une rencontre perdue par les Jong Orange (3-0).

### Distinction
Ajax Amsterdam
- UEFA Youth League
  - Co-meilleur buteur de l'UEFA Youth League 2016-2017